# Иловичка врата
Иловичка врата су морски пролаз у Јадранском мору.
Добила су име по месту Иловик, јер се долазећи са отвореног мора пролази кроз њих и долази до места Иловик на истоименом острву.
Пружају се у правцу југозапад — североисток.
Са северозападне стране их омеђује острво Лошињ, са југоисточне острво Иловик, са североисточне острва Козјак и Свети Петар.
Са југозападне стране нема праве природне границе, али се за приближну међу може узети линија која спаја рт Корну на Лошињу са ртом Ноздре на Иловику.